# Marie-Claire Alain
Marie-Claire Alain, född 10 augusti 1926 i Saint-Germain-en-Laye, död 26 februari 2013 i Le Pecq, var en fransk organist. Hon var dotter till organisten Albert Alain och syster till tonsättaren Jehan Alain. Hon var även en aktiv lärare på sitt instrument.

## Elever
- Christian von Blohn
- George C. Baker
- Guy Bovet
- Holger Gehring
- Klaus Germann
- Wolfgang Karius
- Günther Kaunzinger
- Gereon Krahforst
- Edgar Krapp
- Joachim Krause
- Jon Laukvik
- Bruno Mathieu
- Thierry Mechler
- Andreas Meisner
- Tomasz Adam Nowak
- Elisabeth Roloff
- Gunther Rost
- Daniel Roth
- Andreas Rothkopf
- Wolfgang Rübsam
- Helga Schauerte-Maubouet
- Thomas Schmitz
- Hayko Siemens
- Jochen Steuerwald
- Martin Strohhäcker
- Wolfram Syré
- Dieter Wellmann
- Martin Weyer